# Gagrella bicolorispina
Gagrella bicolorispina is een hooiwagen uit de familie Sclerosomatidae.